# Saison 2016-2017 du Football Club de Grenoble rugby
Cette page présente la saison 2016-2017 du Football club de Grenoble rugby en Top 14 et en Challenge européen.

## Entraîneurs
- Bernard Jackman : Entraîneur en chef
- Aaron Dundon : avants
- Mike Prendergast : trois-quarts
- Philippe Doussy :skills et kicking

## Effectif 2016-2017
| Nom                   | Poste                  | Naissance        | Nationalité sportive | Sélections | Dernier club              | Arrivée au club (année) | JIFF     |
| --------------------- | ---------------------- | ---------------- | -------------------- | ---------- | ------------------------- | ----------------------- | -------- |
| Fabien Barcella       | Pilier                 | 27 octobre 1983  | France               |            | RC Toulon                 | 2015                    | JIFF     |
| Denis Coulson         | Pilier                 | 15 juin 1994     | Irlande              | -          | Lansdowne RFC             | 2014                    | JIFF     |
| Alexandre Dardet      | Pilier                 | 31 janvier 1993  | France               | -          | Formé au club             | 2013                    | JIFF     |
| Rossouw de Klerk (en) | Pilier                 | 21 août 1989     | Afrique du Sud       | -          | Glasgow Warriors          | 2015                    | Non jiff |
| Walter Desmaison      | Pilier                 | 18 octobre 1991  | France               | -          | Racing 92                 | 2015                    | JIFF     |
| Dayna Edwards         | Pilier                 | 14 mars 1985     | Australie            | -          | Queensland Reds           | 2010                    | Non jiff |
| Jarrod Firth          | Pilier                 | 3 décembre 1991  | Nouvelle-Zélande     | -          | Glasgow Warriors          | 2017                    | Non jiff |
| Alisona Taumalolo     | Pilier                 | 13 novembre 1981 | Tonga                |            | Racing 92                 | 2015                    | Non jiff |
| Laurent Bouchet       | Talonneur              | 23 août 1988     | France               | -          | Formé au club             | 2007                    | JIFF     |
| Arnaud Héguy          | Talonneur              | 23 janvier 1985  | France               | -          | Biarritz olympique        | 2014                    | JIFF     |
| Loïck Jammes          | Talonneur              | 10 novembre 1994 | France               | -          | Formé au club             | 2014                    | JIFF     |
| Ben Hand              | Deuxième ligne         | 24 avril 1982    | Australie            | -          | Brumbies                  | 2012                    | Non jiff |
| Mathias Marie         | Deuxième ligne         | 9 janvier 1991   | France               | -          | Biarritz olympique        | 2015                    | JIFF     |
| Hendrik Roodt         | Deuxième ligne         | 6 novembre 1987  | Afrique du Sud       | -          | Lions                     | 2013                    | Non jiff |
| Aly Muldowney         | Deuxième ligne         | 3 août 1983      | Écosse               | -          | Connacht                  | 2016                    | Non jiff |
| Fabien Alexandre      | Troisième ligne aile   | 14 mai 1985      | France               | -          | Biarritz olympique        | 2011                    | JIFF     |
| Jonathan Best         | Troisième ligne aile   | 2 août 1983      | France               | -          | Formé au club             | 2005                    | JIFF     |
| Mahamadou Diaby       | Troisième ligne aile   | 15 août 1990     | France               | -          | US Oyonnax                | 2014                    | JIFF     |
| Peter Kimlin          | Troisième ligne aile   | 11 juillet 1985  | Australie            |            | Brumbies                  | 2013                    | Non jiff |
| Stephen Setephano     | Troisième ligne aile   | 15 avril 1984    | Îles Cook            |            | Red Hurricanes            | 2015                    | Non jiff |
| Henry Vanderglas      | Troisième ligne aile   | 9 mai 1986       | Australie            | -          | Bristol                   | 2012                    | Non jiff |
| Rory Grice            | Troisième ligne centre | 2 avril 1990     | Nouvelle-Zélande     | -          | Waikato                   | 2014                    | Non jiff |
| Dylan Hayes           | Troisième ligne centre | 11 février 1994  | Nouvelle-Zélande     | -          | Hutt Old Boys-Marist (en) | 2014                    | JIFF     |
| Charl McLeod          | Demi de mêlée          | 5 août 1983      | Afrique du Sud       |            | Sharks                    | 2014                    | Non jiff |
| Lilian Saseras        | Demi de mêlée          | 27 juin 1994     | France               | -          | Formé au club             | 2013                    | JIFF     |
| David Mélé            | Demi de mêlée          | 22 octobre 1985  | France               | -          | Stade toulousain          | 2016                    | JIFF     |
| Gilles Bosch          | Demi d'ouverture       | 12 juillet 1990  | France               | -          | US Carcassonne            | 2015                    | JIFF     |
| Jonathan Wisniewski   | Demi d'ouverture       | 16 juillet 1985  | France               | -          | Racing Métro 92           | 2014                    | JIFF     |
| Fabrice Estebanez     | Centre                 | 26 décembre 1981 | France               |            | Lyon OU                   | 2015                    | JIFF     |
| Chris Farrell         | Centre                 | 16 mars 1993     | Irlande              | -          | Ulster Rugby              | 2014                    | JIFF     |
| Clément Gelin         | Centre                 | 8 novembre 1993  | France               | -          | Formé au club             | 2014                    | JIFF     |
| Nigel Hunt            | Centre                 | 14 mai 1983      | Nouvelle-Zélande     | -          | Bay of Plenty             | 2010                    | Non jiff |
| Xavier Mignot         | Centre                 | 27 janvier 1994  | France               |            | CS Bourgoin-Jallieu       | 2014                    | JIFF     |
| Armand Batlle         | Ailier                 | 12 avril 1987    | France               | -          | US Colomiers              | 2015                    | JIFF     |
| Lucas Dupont          | Ailier                 | 19 mars 1990     | France               | -          | Montpellier HR            | 2015                    | JIFF     |
| Maritino Nemani       | Ailier                 | 25 mai 1991      | Fidji                | -          | Hawke's Bay               | 2015                    | Non jiff |
| Sisa Waqa             | Ailier                 | 29 avril 1986    | Fidji                |            | Canberra Raiders          | 2016                    | Non jiff |
| Gio Aplon             | Arrière                | 6 octobre 1982   | Afrique du Sud       |            | Stormers                  | 2014                    | Non jiff |
| Fabien Gengenbacher   | Arrière                | 13 janvier 1984  | France               | -          | Lyon OU                   | 2006                    | JIFF     |

### Équipe-Type
1. Sona Taumalolo  2. Arnaud Héguy  3. Dayna Edwards
4. Aly Muldowney  5. Hendrik Roodt
6. Peter Kimlin ou Steven Setephano   8. Rory Grice ou Steven Setephano  7.  Fabien Alexandre
9. Charl McLeod  10. Jonathan Wisniewski 
11. Armand Batlle  12. Nigel Hunt  13. Chris Farrell  14. Lucas Dupont ou Xavier Mignot
15. Gio Aplon

## Calendrier et résultats[3]

### Matchs amicaux[4]
- FC Grenoble - SU Agen : 27-35
- FC Grenoble - Lyon OU : 19-17

### Top 14
| | |
| - Stade français - FC Grenoble : 54-20 - FC Grenoble - Stade rochelais : 19-22 - Lyon OU - FC Grenoble : 32-13 - FC Grenoble - CA Brive : 36-23 - Castres olympique - FC Grenoble : 46-9 - FC Grenoble - Section paloise : 38-39 - Stade toulousain - FC Grenoble : 31-3 - FC Grenoble - Aviron bayonnais : 44-16 - RC Toulon - FC Grenoble : 42-12 - ASM Clermont - FC Grenoble : 21-20 - FC Grenoble - Union Bordeaux Bègles : 22-24 - Racing 92 - FC Grenoble : 29-24 - FC Grenoble - Montpellier HR : 37-51 | - FC Grenoble - Stade français : 44-22 - Stade rochelais - FC Grenoble : 40-3 - FC Grenoble - Lyon OU : 53-21 - CA Brive - FC Grenoble : 23-22 - FC Grenoble - Castres olympique : 21-20 - Section paloise - FC Grenoble : 39-22 - FC Grenoble - Stade toulousain : 26-22 - Aviron bayonnais - FC Grenoble : 43-35 - FC Grenoble - RC Toulon : 23-23 - FC Grenoble - ASM Clermont : 18-59 - Union Bordeaux Bègles - FC Grenoble : 46-14 - FC Grenoble - Racing 92 : 19-10 - Montpellier HR - FC Grenoble : 54-14 |

| Rang | Club                  | J  | V  | N | D  | Bo | Bd | Pm  | Pe  | Diff | Pts |
| ---- | --------------------- | -- | -- | - | -- | -- | -- | --- | --- | ---- | --- |
| 1    | Stade rochelais       | 26 | 17 | 3 | 6  | 6  | 5  | 707 | 498 | +209 | 85  |
| 2    | ASM Clermont          | 26 | 15 | 3 | 8  | 8  | 4  | 800 | 562 | +238 | 78  |
| 3    | Montpellier HR        | 26 | 16 | 0 | 10 | 7  | 5  | 750 | 564 | +186 | 76  |
| 4    | RC Toulon             | 26 | 14 | 2 | 10 | 5  | 4  | 674 | 511 | +163 | 69  |
| 5    | Castres olympique     | 26 | 13 | 1 | 12 | 5  | 4  | 667 | 509 | +158 | 63  |
| 6    | Racing 92 (T)         | 26 | 14 | 1 | 11 | 3  | 1  | 586 | 616 | -30  | 62  |
| 7    | Stade français Paris  | 26 | 12 | 1 | 13 | 5  | 4  | 643 | 638 | +5   | 59  |
| 8    | CA Brive              | 26 | 13 | 1 | 12 | 0  | 4  | 577 | 634 | -57  | 58  |
| 9    | Section paloise       | 26 | 12 | 1 | 13 | 2  | 5  | 604 | 701 | -97  | 57  |
| 10   | Lyon OU (P)           | 26 | 11 | 2 | 13 | 3  | 4  | 573 | 632 | -59  | 55  |
| 11   | Union Bordeaux Bègles | 26 | 11 | 1 | 14 | 2  | 6  | 569 | 581 | -12  | 54  |
| 12   | Stade toulousain      | 26 | 11 | 0 | 15 | 3  | 6  | 537 | 561 | -24  | 53  |
| 13   | FC Grenoble           | 26 | 7  | 1 | 18 | 2  | 6  | 611 | 852 | -241 | 38  |
| 14   | Aviron bayonnais (P)  | 26 | 6  | 3 | 17 | 0  | 0  | 466 | 905 | -439 | 30  |

### Challenge européen
Dans le Challenge européen, le FC Grenoble fait partie de la poule 2 et est opposée aux Français du Lyon OU, des Anglais du Newcastle Falcons , et Gallois des Ospreys.
| - FC Grenoble - Lyon OU : 13-39 - Newcastle Falcons - FC Grenoble : 50-7 - FC Grenoble - Ospreys : 7-59 | - Lyon OU - FC Grenoble : 57-13 - FC Grenoble - Newcastle Falcons : 31-27 - Ospreys - FC Grenoble : 71-3 |

Avec 1 victoire et 6 défaites, le FC Grenoble termine 4e de la poule 2 et n'est pas qualifié.

| Rang | Équipe            | J | V | N | D | Em | Ee | Bo | Bd | Pm  | Pe  | Diff | Pts |
| ---- | ----------------- | - | - | - | - | -- | -- | -- | -- | --- | --- | ---- | --- |
| 1    | Ospreys           | 6 | 6 | 0 | 0 | 42 | 7  | 6  | 0  | 279 | 51  | +228 | 30  |
| 2    | Lyon OU           | 6 | 3 | 0 | 3 | 26 | 21 | 4  | 0  | 187 | 164 | +23  | 16  |
| 3    | Newcastle Falcons | 6 | 2 | 0 | 4 | 22 | 26 | 2  | 2  | 158 | 180 | -22  | 12  |
| 4    | FC Grenoble       | 6 | 1 | 0 | 5 | 8  | 44 | 1  | 0  | 74  | 303 | -229 | 5   |